# Malapatan

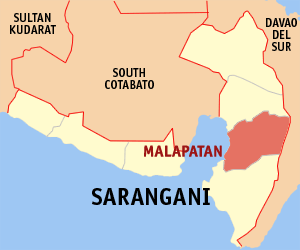
Bản đồ Sarangani với vị trí của Malapatan

Malapatan là một đô thị hạng 3 ở tỉnh Sarangani, Philippines. Theo điều tra dân số năm 2000, đô thị này có dân số 53.876 người trong 10.208 hộ.

## Barangay
Malapatan được chia thành 12 barangay.
- Daan Suyan
- Kihan
- Kinam
- Libi
- Lun Masla
- Lun Padidu
- Patag
- Poblacion (Malapatan)
- Sapu Masla
- Sapu Padidu
- Tuyan
- Upper Suyan